# 大相撲部屋別対抗歌合戦
『大相撲部屋別対抗歌合戦』（おおずもうへやべつたいこううたがっせん）は、1986年から1998年まで毎年1月、フジテレビ系列でゴールデンタイム・プライムタイム（JST）に放送された、大相撲本場所オフシーズン恒例の特別番組かつ『オールスター家族対抗歌合戦』の力士出場版。
なお、終了から26年後の2024年に『大相撲部屋対抗!大食い&歌うまバトル』と題して1度だけ復活した。

## 概要
大相撲6部屋の力士が1チーム6人で出場、彩鮮やかなコスプレで、得意の歌を競い合う歌謡バラエティ番組。部屋の名誉をかけて戦う部屋別対抗のため、各力士とも真剣そのもの。大相撲とはひと味違った大戦が見物。
1986年から1997年までは新宿区河田町にあった旧フジテレビ第6スタジオ、1998年は港区台場のフジテレビV4スタジオで収録された。

## 出演者

### 司会
- 板東英二（1986年）
- 大沢逸美（1986年）
- 高島忠夫（1987年 - 1994年）
- 寿美花代（1987年 - 1994年）
- 田代まさし（1995年・1997年）
- 鈴木紗理奈（1997年）
- 木佐彩子（当時フジテレビアナウンサー、1997年）
- みのもんた（1998年）
- 榊原郁恵（1998年）

### 審査員
- 鈴木邦彦 - 審査員長
- 大島渚
- 近江俊郎（1986年）
- ガッツ石松（1986年）
- 宮尾すすむ（1986年）
- 深谷隆司（1992年・1998年） - 大会委員長
- 石川秀美（1987年）
- 坂本冬美（1990年）
- マルシア（1990年）
- 三保ヶ関親方（現：増位山太志郎、1992年・1997年・1998年）
- 古手川祐子（1992年）
- 大田卓司（1992年）
- 田村亮子（現：谷亮子、1997年）
- 錦野旦（1997年）
- 工藤夕貴（1997年）
- 岡本夏生（1997年）
- 佐竹雅昭（1997年）
- 猿岩石（1997年）
- 内山信二（1997年）
- 橋本聖子（1998年）
- 辰巳琢郎（1998年）
- 国生さゆり（1998年）
- 大林素子（1998年）
- 松村邦洋（1998年）
- 千秋（1998年）
- ビビアン・スー（1998年）

### リポーター
- 桑野信義（1992年）
- 吉村明宏（1992年）
- アニマル梯団（1998年） -
- X-GUN（1998年） - 佐渡ヶ嶽部屋
- デンジャラス（1998年） - 高砂部屋
- 内山信二（1998年） - 大島部屋
- 有田気恵（1998年） - 武蔵川部屋
- 建みさと（1998年） - 立浪部屋

### ゲスト
- ハーフタイム
  - 田村英里子（1992年）
- VTRメッセージ
  - バブルガムブラザーズ（1992年）

## 出場部屋チーム
★は出場者代表。太字は優勝チーム。×は故人。
- 1987年（第02回）
  - 高砂部屋（朝潮関、小錦関）
- 1988年（第03回）
  - 高砂部屋（朝潮関、小錦関）
- 1992年（第07回）
  - 立浪部屋（大翔山関、立洸関×、大翔鳳関、立田仲、山浪）
  - 藤島部屋（貴闘力関、若花田関(現花田虎上)、貴花田関(現貴花田光司)、安芸乃島関、貴ノ浪関、豊ノ海関×）
  - 春日野部屋（千賀ノ浦親方(現舛田山靖仁)、栃乃和歌関、栃司関、栃相模、笹沼）
  - 大島部屋（旭道山関、旭豪山関、旭里関、旭豊、北斗旭、西原）
  - 押尾川部屋（十五代錣山親方(現益荒雄広生)、日立龍関、佐賀昇関、恵那櫻関、大至）
  - 出羽海部屋（境川親方(現鷲羽山佳和)、両国関、久島海関×、舞の海関、常の山関、小城ノ花関、小城錦関）
  - 時津風部屋（錦島親方(後の双津竜順一)×、北勝鬨関、起利錦関、大岳関、時津洋関×、蒼樹山）
  - 若松部屋（若松親方(後の四代目 朝潮太郎)×、大関 小錦関、大関 曙関×、水戸泉関、洪千龍、伊那乃富士））
- 1993年（第08回）
  - 出羽海部屋（境川親方(現鷲羽山佳和)、小城ノ花関、舞の海関、小城錦関、常の山関）
  - 時津風部屋（錦島親方(後の双津竜順一)×、時津洋関×、蒼樹山関、豊富士関、大伴暉）
  - 春日野部屋（千賀ノ浦親方(現舛田山靖仁)、栃乃和歌関、栃乃藤関、栃相模、栃豊）
  - 高砂部屋（若松親方(後の四代目 朝潮太郎)×、大関 曙関×、大関 小錦関、水戸泉関、熊翁関×、洪千龍、伊那乃富士）
  - 佐渡ヶ嶽部屋（琴錦関、琴別府関、琴稲妻関、琴ヶ梅関、琴富士関）
  - 二子山部屋（芝田山親方(現若獅子茂憲)、隆三杉関、三杉里関、若翔洋関(現馬場口洋一)、浪ノ花関(現浪乃花教天)）
  - 藤島部屋（安芸乃島関、貴闘力関、貴ノ浪関、中嶋、悟動力、無双力）
  - 井筒部屋（十六代錣山親方(現薩洲洋康貴)、寺尾関×、北勝鬨関、平城山、鳥海龍）
  - 大島部屋（旭道山関、旭豪山関、旭里関、旭豊、北斗旭）
  - 武蔵川部屋（武蔵丸関、和歌乃山関、輝ノ海関(後の大輝煌正人)×、瀬戸ノ富士、武蔵富士）
- 1997年（第11回）
  - 立浪部屋
  - 時津風部屋
  - 高砂部屋
  - 佐渡ヶ嶽部屋
  - 武蔵川部屋
  - 伊勢ノ海部屋
  - 大島部屋
  - 出羽海部屋
- 1998年（第12回）
  - 立浪部屋（智乃花伸哉、若い浪剛史、大日ノ出崇揚、大翔鳳昌巳、霧浪、羽黒海憲司）
  - 時津風部屋（蒼樹山秀樹、時津海正博、時津洋宏典、大伸暉、時豊、滋賀ノ湖）
  - 高砂部屋（水戸泉政人、千代大海龍二、朝乃若武彦、朝乃翔一(現朝乃翔嚆矢)、闘牙進）
  - 佐渡ヶ嶽部屋（琴錦功宗、琴稲妻佳弘、琴ノ若晴將、琴龍宏央、琴岩国武士）
  - 武蔵川部屋（武蔵丸光洋★、栃東大裕、武蔵富士敏、柳、巨武蔵大喜）
  - 伊勢ノ海部屋（土佐ノ海敏生、寺尾関×、敷島勝盛、北勝鬨準人、安芸ノ州法光）
  - 大島部屋（旭豊勝照、旭鷲山昇、旭天鵬勝、旭里憲治、旭弁天崇弘、旭竜山）
  - 出羽海部屋（小城錦康年、舞の海秀平、久島海啓太、小城ノ花昭和、出羽嵐大輔、金開山龍）

## 趣旨・傾向
- オープニングではタイトルコール→ファンファーレの後、太鼓の「打ち分け」と共に出場部屋と力士を紹介してから始める。
- トーナメントの対戦である。
- 各年度、往年のヒット曲や、その年度にヒットした曲を歌うことが多く、各チームの衣装、振り付けとも指向を凝らしている。
- 相撲部屋の紹介や各力士の素顔、リハーサル風景を公開などもある。
- 審査員（10名）は審査員長の鈴木邦彦を筆頭に10名で構成し、その中に角界を代表する親方が1名代表して審査員に加わる。
  - なおスタート当初は、審査員に部屋や力士に関するクイズを出題していた（点数は軍配を模したパネル）。
- 毎回、ゲストに女性アイドル2組が出演し、ハーフタイムに歌を披露するのも慣例だった。

## 名場面・エピソード
- 第2回（1987年）では、高砂部屋の朝潮関、小錦関が力士4人が、おニャン子クラブ『セーラー服を脱がさないで』やテレビアニメ「巨人の星」の主題歌『ゆけゆけ飛雄馬』を熱唱した。
- 第3回（1988年）では、最も話題をさらったのが小錦関はサックスで演奏するや和太鼓を叩いたり、寸劇「清水次郎長」で殺陣を披露した。
- 第7回（1992年）では、高砂部屋は『ウエスト・サイド物語』の寸劇を披露した。

## 放送データ一覧
| 回数   | 放送日                  | 放送時間      | 放送タイトル                                      | 司会                           | 優勝チーム   | 備考                         |
| ------ | ----------------------- | ------------- | ------------------------------------------------- | ------------------------------ | ------------ | ---------------------------- |
| 第1回  | 1986年2月7日（金曜日）  | 19:30 - 20:54 | 大相撲テレビ場所・部屋別対抗歌合戦                | 板東英二 大沢逸美              |              | 「金曜おもしろバラエティ」枠 |
| 第2回  | 1987年2月6日（金曜日）  | 19:30 - 20:54 | 大相撲テレビ場所・部屋別対抗歌合戦                | 高島忠夫 寿美花代              |              | 「金曜おもしろバラエティ」枠 |
| 第3回  | 1988年1月8日（金曜日）  | 19:00 - 20:54 | 新春!大相撲部屋別対抗歌合戦                       | 高島忠夫 寿美花代              |              | 「金曜おもしろバラエティ」枠 |
| 第4回  | 1989年1月6日（金曜日）  | 19:00 - 20:54 | 新春!大相撲部屋別対抗歌合戦                       | 高島忠夫 寿美花代              |              | 「金曜おもしろバラエティ」枠 |
| 第5回  | 1990年1月4日（木曜日）  | 19:00 - 20:54 | 新春!大相撲部屋別対抗歌合戦                       | 高島忠夫 寿美花代              |              |                              |
| 第6回  | 1991年1月8日（火曜日）  | 19:00 - 20:54 | 新春!大相撲部屋別対抗歌合戦                       | 高島忠夫 寿美花代              |              | 「火曜ワイドスペシャル」枠   |
| 第7回  | 1992年1月10日（金曜日） | 19:00 - 20:54 | 新春!大相撲部屋別対抗歌合戦                       | 高島忠夫 寿美花代              |              | 「金曜ファミリーランド」枠   |
| 第8回  | 1993年1月5日（火曜日）  | 19:00 - 20:54 | 新春!大相撲部屋別対抗歌合戦                       | 高島忠夫 寿美花代              |              | 「火曜ワイドスペシャル」枠   |
| 第9回  | 1994年1月7日（金曜日）  | 19:00 - 20:54 | 新春!大相撲部屋別対抗歌合戦                       | 高島忠夫 寿美花代              |              | 「金曜ファミリーランド」枠   |
| 第10回 | 1995年1月5日（木曜日）  | 19:00 - 20:54 | 新春!大相撲部屋別対抗歌合戦                       | 田代まさし                     |              | 「木曜ファミリーランド」枠   |
| 第11回 | 1996年1月5日（金曜日）  | 21:02 - 22:52 |                                                   |                                |              | 「金曜エンタテイメント」枠   |
| 第12回 | 1997年1月4日（土曜日）  | 18:30 - 20:54 | 新春!大相撲部屋別対抗歌合戦! 15周年記念スペシャル | 田代まさし 鈴木紗理奈 木佐彩子 | 伊勢ノ海部屋 |                              |
| 第13回 | 1998年1月5日（月曜日）  | 19:00 - 20:54 | 新春!大相撲部屋別対抗歌合戦!                      | みのもんた 榊原郁恵            | 武蔵川部屋   |                              |

※第4回は放送時点では「昭和64年」だったが、翌1月7日に昭和天皇が崩御され、その翌1月8日より年号が「平成」に改元されたため、当番組は元より、『おもしろバラエティ』でも唯一の「昭和64年」放送となった。

## 大相撲部屋別対抗!大食い&歌うまバトル
『大相撲部屋別対抗!大食い&歌うまバトル』（おおずもうへやべつたいこう!おおぐいアンドうたうまばとる）とは、フジテレビ系列で2024年8月15日に放送された大相撲を競い合うバラエティ特別番組である。
概要
「大相撲部屋別対抗歌合戦」第12回（最終回）から26年後の2024年8月15日、リメイク版として復活を果たす。
リメイク版の内容とは、現役力士の中で、誰が一番歌が上手いかをトーナメント形式や大食い競争で競う。
放送時間
- 木曜19:00 - 21:54（JST）
  - 一部地域では21:48で飛び降り。

ただし、テレビ西日本のみ西武対ソフトバンク戦中継のため、8月17日土曜日14:00 - 17:00に振替放送。

出演者
- チェアマン（MC）
  - 草彅剛
- 実況・進行
  - 三宅正治（フジテレビアナウンサー）
- ゲスト
  - 長谷川忍（シソンヌ）
  - ギャル曽根
  - 松村沙友理
- 「大食いバトル」解説
  - 花田虎上
- 「歌うまバトル」審査員
  - 辻秀幸
  - 大至
  - 藤田彩歌

## スタッフ

### 大相撲部屋別対抗歌合戦
第12回（1998年1月5日放送）
- ナレーション：小野坂昌也
- 構成：玉井貴代志、近沢宏和、野村安史
- 音楽：小泉雄三
- 演奏：ザ・ニューオーケストラ
- コーラス：WIN
- 振付：菊地ヒロユキ
- 技術：岩沢忠夫
- カメラ：花島和弘
- 映像：石井利幸
- 音声：松本政利
- PA：松田勝治
- 照明：四分一浩
- 技術協力：ニユーテレス、バリライトアジア、FLT、サンフォニックス、Digital AID
- 美術制作：北林福夫
- デザイン：越野幸栄
- 美術進行：橋本昌和
- 大道具：松尾茂毅
- アートフレーム：江尻正
- 装飾：日塔章
- 持道具：市橋理恵
- 衣裳：保沢紀
- メイク：梅沢文子
- 電飾：渡辺信一
- アクリル装飾：太田浩
- 視覚効果：中山信男
- 生花装飾：長崎由利子
- 制作協力：セイムトゥー、ビー・ブレーン
- 衣裳協力：チロル社、衣裳らくや
- 編集：瓜田利昭（D-Craft）
- MA：新野真（IMAGICA）
- ペイント：菊地大介（IMAGICA）
- CG：池見淳
- 音響効果：星川秀一（第一音響）
- タイムキーパー：斉藤裕里
- 演出：菅野貴志（BEE BRAIN）
- ディレクター：長野友弘（アズバーズ）、岩渕陽、落合仁（BEE BRAIN）、染谷昌彦（Fact）
- プロデューサー：小西康弘（フジテレビ）、西敏也（BEE BRAIN）
- 制作：フジテレビ制作局第二制作部
- 制作著作：フジテレビ

#### 過去のスタッフ
- 構成：西川晋
- ロケ技術：共同テレビジョン、VIC
- 音響効果：関根昇（第一音響、1992年）
- 美術制作：重松照英
- デザイン：薩本尚武、根本研二
- アクリル装飾：三浦繁
- ディレクター：鈴木正人（当時フジテレビ→現FCC、1993年・1994年）
- プロデューサー・演出：熊田共一（当時フジテレビ、1993年・1994年）

### 大相撲部屋別対抗!大食い&歌うまバトル
- ナレーター：立木文彦
- 企画：浅野翔太郎、野﨑舞夏星（ともにフジテレビ）
- 構成：安田聡太、小島美一
- TP：辻本豊
- SW：今井健一
- CAM：村上信介
- VE：鈴木貴裕
- AUD：唐渡健夫
- PA：溝口賢藏
- 照明：三觜繁
- 編集：齋藤紗矢香
- MA：石塚翔子
- 音効：矢部公英
- CG：本間恵美
- フードコーディネーター：廣瀬綾子
- アートプロデューサー：吉良久仁子
- デザイン：齋田崇史（フジテレビ）
- アートコーディネーター：鈴木真吾
- 大道具製作：宮路博貴
- 大道具操作：畠山茂
- アクリル装飾：池澤明徳
- 電飾：枝茂孝
- 装飾：乾川太志
- マルチ：大高貢
- 技術協力：fmt、IMAGICA、東京オフラインセンター
- 美術協力：フジアール、山田かつら
- 協力：日本相撲協会、KRY inc.
- 料理監修：鳥上商店
- 音楽監修：木島タロー
- 広報：飯泉英一郎（フジテレビ）
- 営業：高田和典（フジテレビ）
- デスク：秋本量子
- AP：
- キャスティング：横路レイコ
- AD：阿部豪地、
- 演出：鈴木一休（FCC）
- プロデューサー：宮下正孝（フジテレビ）、神保健一、三井静香（FCC）、悉知卓矢（KRY）
- 制作協力：フジクリエイティブコーポレーション
- 制作：フジテレビニュース総局スポーツ局
- 制作著作：フジテレビ

## ネット局
| 放送対象地域  | 放送局             | 系列                                         | ネット形態             | 備考      |
| ------------- | ------------------ | -------------------------------------------- | ---------------------- | --------- |
| 関東広域圏    | フジテレビ         | フジテレビ系列                               | 制作局                 |           |
| 北海道        | 北海道文化放送     | フジテレビ系列                               | 同時ネット             |           |
| 青森県        | 青森テレビ         | TBS系列                                      | 遅れネット             |           |
| 岩手県        | テレビ岩手         | 日本テレビ系列                               | 遅れネット             |           |
| 岩手県        | 岩手めんこいテレビ | フジテレビ系列                               | 同時ネット             |           |
| 宮城県        | 仙台放送           | フジテレビ系列                               | 同時ネット             |           |
| 秋田県        | 秋田テレビ         | フジテレビ系列                               | 同時ネット             |           |
| 山形県        | 山形テレビ         | テレビ朝日系列                               | 同時ネット             | 第7回まで |
| 山形県        | さくらんぼテレビ   | フジテレビ系列                               | 同時ネット             |           |
| 福島県        | 福島テレビ         | フジテレビ系列                               | 同時ネット             |           |
| 新潟県        | 新潟総合テレビ     | フジテレビ系列                               | 同時ネット             |           |
| 長野県        | 長野放送           | フジテレビ系列                               | 同時ネット             |           |
| 山梨県        | テレビ山梨         | TBS系列                                      | 遅れネット             |           |
| 静岡県        | テレビ静岡         | フジテレビ系列                               | 同時ネット             |           |
| 富山県        | 富山テレビ         | フジテレビ系列                               | 同時ネット             |           |
| 石川県        | 石川テレビ         | フジテレビ系列                               | 同時ネット             |           |
| 福井県        | 福井テレビ         | フジテレビ系列                               | 同時ネット             |           |
| 中京広域圏    | 東海テレビ         | フジテレビ系列                               | 同時ネット             |           |
| 近畿広域圏    | 関西テレビ         | フジテレビ系列                               | 同時ネット             |           |
| 島根県 鳥取県 | 山陰中央テレビ     | フジテレビ系列                               | 同時ネット             |           |
| 岡山県 香川県 | 岡山放送           | フジテレビ系列                               | 同時ネット             |           |
| 広島県        | テレビ新広島       | フジテレビ系列                               | 同時ネット             |           |
| 山口県        | テレビ山口         | TBS系列                                      | 同時ネット →遅れネット |           |
| 愛媛県        | テレビ愛媛         | フジテレビ系列                               | 同時ネット             |           |
| 高知県        | テレビ高知         | TBS系列                                      | 遅れネット             |           |
| 高知県        | 高知さんさんテレビ | フジテレビ系列                               | 同時ネット             |           |
| 福岡県        | テレビ西日本       | フジテレビ系列                               | 同時ネット             |           |
| 佐賀県        | サガテレビ         | フジテレビ系列                               | 同時ネット             |           |
| 長崎県        | テレビ長崎         | フジテレビ系列                               | 同時ネット             | [ 5 ]     |
| 熊本県        | テレビ熊本         | フジテレビ系列                               | 同時ネット             | [ 6 ]     |
| 大分県        | テレビ大分         | フジテレビ系列 日本テレビ系列                | 同時ネット             |           |
| 宮崎県        | テレビ宮崎         | フジテレビ系列 日本テレビ系列 テレビ朝日系列 | 同時ネット             |           |
| 鹿児島県      | 鹿児島テレビ       | フジテレビ系列                               | 同時ネット             | [ 8 ]     |
| 沖縄県        | 沖縄テレビ         | フジテレビ系列                               | 同時ネット             |           |

## この他のプロ野球・スポーツ選手出演バラエティ特別番組
- 激突!プロ野球12球団対抗日本シリーズ
- プロ野球珍プレー・好プレー大賞
- プロ野球珍プレー・好プレー芸能大賞
- オールスタープロ野球12球団対抗歌合戦
- 大相撲VSプロ野球対抗歌合戦
- 十八番で勝負!!新春!オールスター対抗歌合戦
  - 以上はフジテレビ系にて放送。
- プロ野球オールスター歌の球宴（日本テレビ系）
- 輝け!セ・リーグ6つの星～歌のペナントレース～（TBSテレビ系）
- プロ野球夢のオールスタークイズ日本一（テレビ東京系）